# Actia gratiosa
Actia gratiosa là một loài ruồi trong họ Tachinidae.